# Manny Matos
Manuel Matos (Mineola, 9 maggio 1953) è un ex calciatore statunitense, di ruolo difensore.

## Carriera
Si forma calcisticamente nella selezione dell'Adelphi University, di cui fu anche co-capitano con Carl McDonald e, da cui fu inserito nel famedio sportivo nel 1993. Nell'estate 1975 viene selezionato dai Seattle Sounders, franchigia statunitense della North American Soccer League, con cui nel campionato 1975 giunse ai quarti di finale dei play off per il titolo, perdendo contro i futuri finalisti del Portland Timbers. 
Militerà con i Sounders sino al 1978, raggiungendo nel campionato 1977 la finale play-off per il titolo, persa contro i N.Y. Cosmos.
Nel campionato 1979 passa alla franchigia dell'American Soccer League dei L.A. Skyhawks. Con la sua squadra giunse al terzo posto della Western Division, fermandosi poi alle semifinali di divisione nei playoff contro i futuri campioni del Sacramento Gold.
Nel 1980 passa alla neonata franchigia dei Phoenix Fire che però fallisce ancor prima dell'inizio del campionato. Rimasto senza squadra si sposta ai Buffalo Stallions, franchigia della MISL, ove chiude la carriera agonistica.